# Stephan Ackermann (Politiker)
Stephan Ackermann (* 1973; heimatberechtigt in Glarus Nord, bürgerlich Stephan Ackermann Maurer) ist ein Schweizer Politiker (Grüne).

## Leben
Stephan Ackermann ist Chemielaborant und Berufsbildner und arbeitet bei der DSM Nutritional Products AG. Er lebt in Pratteln.

## Politik
Stephan Ackermann war als Vertreter der Lokalpartei Unabhängige Pratteln Mitglied des Einwohnerrates (Legislative) von Pratteln.
2018 konnte Ackermann für den zurückgetretenen Philipp Schoch in den  Landrat des Kantons Basel-Landschaft nachrücken. Er ist seit 2018 Mitglied der Umweltschutz- und Energiekommission. 2021 wurde er als Nachfolger von Klaus Kirchmayr zum Fraktionspräsidenten der Grünen-Fraktion gewählt.
Stephan Ackermann war von 1999 bis 2013 Synodaler und von 2013 bis zu seinem Rücktritt 2021 Kirchenrat der Reformierten Kirche Basel-Landschaft.
Ackermann ist Geschäftsleitungsmitglied der Grünen Baselland. Er ist Vorstandsmitglied der Solargenossenschaft Pratteln Sopra und der Lokalpartei Unabhängige Pratteln.